# كارمن باسيليو
كارمن باسيليو (بالإنجليزية: Carmen Basilio)‏ مواليد 2 أبريل 1927 في كاناستوتا - الوفاة 07 نوفمبر 2012 في روتشستر، كان ملاكم أمريكي سابق صنّف ضمن فئة الوزن المتوسط.

## إحصائيات
خاض خلال مسيرته 79 نزالا، فاز في 56 وتعادل في 7 وخسر في 16. فاز بالضربة القاضية في 27 نزالا.

## روابط خارجية
- كارمن باسيليو على موقع IMDb (الإنجليزية)
- كارمن باسيليو على موقع الموسوعة البريطانية (الإنجليزية)
- كارمن باسيليو على موقع بوكس ريك (الإنجليزية) (registration required)